# Sourou
Sourou är en provins i Burkina Faso.   Den ligger i regionen Boucle du Mouhoun, i den centrala delen av landet, 190 km nordväst om huvudstaden Ouagadougou. Antalet invånare är 217 896.
Följande samhällen finns i Sourou:
- Tougan